# Charles Magnette
Pour les articles homonymes, voir Magnette.
Charles Magnette, né le 3 février 1863 à Virton et mort le 18 octobre 1937 à Liège est un avocat, homme d'État et franc-maçon belge.

## Carrière
Charles Magnette est le fils de Louis-Joseph Magnette et de Julie Koenig. Il a épousé Mathilde Marcotty et ils ont eu deux enfants : Paul Magnette et Andrée Magnette.
Docteur en droit de l'université de Liège en 1885, il s'inscrit la même année comme avocat à la cour d'appel de Liège.
il commence sa carrière politique et est élu député libéral radical de l’arrondissement de Liège en 1894 et le reste jusqu'en 1900), il est secrétaire de la Chambre de 1898 à 1900. En 1904 il devient  conseiller communal de Liège, poste qu'il occupe jusqu'en 1926. Il est ensuite, élu au Sénat de Belgique en 1909, secrétaire de cette chambre en 1911, il en devient le vice-président en 1924. Nommé ministre d'État en 1925, il est élu président du Sénat en 1928 : il conserve cette fonction jusqu'en 1932, année où il quitte la politique.
Deux fois grand maître du Grand Orient de Belgique, de 1914 à 1921 et de 1925 à 1927, il fait partie des fondateurs de l'Association maçonnique internationale en 1921. En 1914 et en 1916, il adresse des appels aux grandes loges allemandes, s'élevant notamment contre les atrocités commises et les déportations de travailleurs belges au cours de la Première Guerre mondiale.
Après la mort de Magnette en 1937, la rue Charles Magnette, reliant la place de la Cathédrale à la place du Vingt-Août, lui est dédiée. Il est inhumé au cimetière de Robermont à Liège.

## Distinctions
- Grand-croix de l'ordre de la Couronne en 1929 (Belgique)
- Croix civique de 1ère classe - avec citation  le 15 janvier 1927 (Belgique)
- Grand-croix de la Légion d'honneur le 22 octobre 1929 (France)
- Croix de guerre 1914–1918, palme de bronze (France)
- Grand-Croix bleu de l'Ordre du mérite militaire d'Espagne le 31 janvier 1930
- Modèle:Déco Grand Officier de l'ordre des Saints-Maurice-et-Lazare (Italie)
- Médaille de bronze du Comité national de la Guerre (1914-1918)